# Guillaume Philibert Duhesme
Guillaume Philibert Duhesme, född 7 juli 1766, död 18 juni 1815, var en fransk militär, från 1814 greve.
Duhesme gick i krigstjänst vid revolutionskrigens början, och visade vid flera tillfällen prov på okuvlig tapperhet och förmåga att entusiasmera sina soldater. Han blev 1793 generalmajor, 1794 generallöjtnant. Duhesme deltog sedan i alla Frankrikes krig till 1810, då han under kriget i Spanien föll i onåd hos Napoleon I, beskylld för utpressningar. 
År 1814 kom han åter i nåd och kämpade med utmärkelse under fälttåget i Frankrike, hyllade samma år Ludvig XVIII som kung, men gick under de hundra dagarna åter i Napoleons tjänst, blev befälhavare för unga gardet. Duhesme deltog i slaget vid Waterloo där han sårades och kort därefter nedhöggs av braunschweigska husarer. Duhesme har författat ett uppskattat arbete om det lätta infanteriet.